# Reinhild van Riesenbeck
Reinhild van Riesenbeck of Reinhild van Westerkappeln was een legendarische heilige en vrouwelijk martelaar uit Westerkappeln in Duitsland, die in de 12e eeuw geleefd zou hebben.
In het bisdom Osnabrück van de Rooms-Katholieke Kerk wordt zij op 30 mei als martelares herdacht, met name in de plaatsen Riesenbeck (gemeente Hörstel) en Westerkappeln. Deze liggen in het Tecklenburger Land in de deelstaat Noordrijn-Westfalen, in Duitsland. In het dialect van Riesenbeck wordt zij Sünte Rendel genoemd.

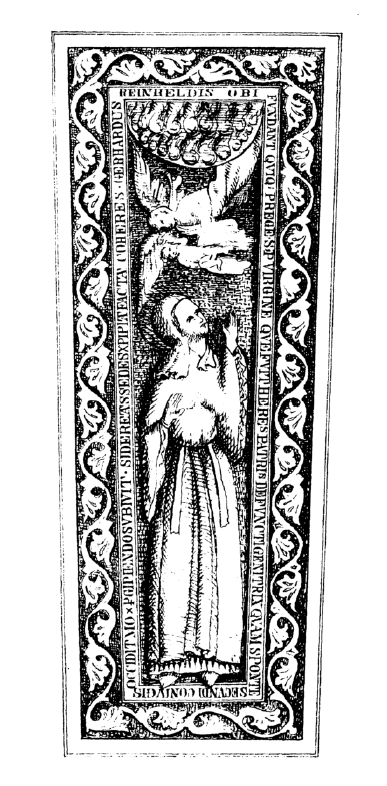
Reinhild, epitaaf, naar een afbeelding uit het jaar 1858 in de Sint-Calixtuskerk in Riesenbeck
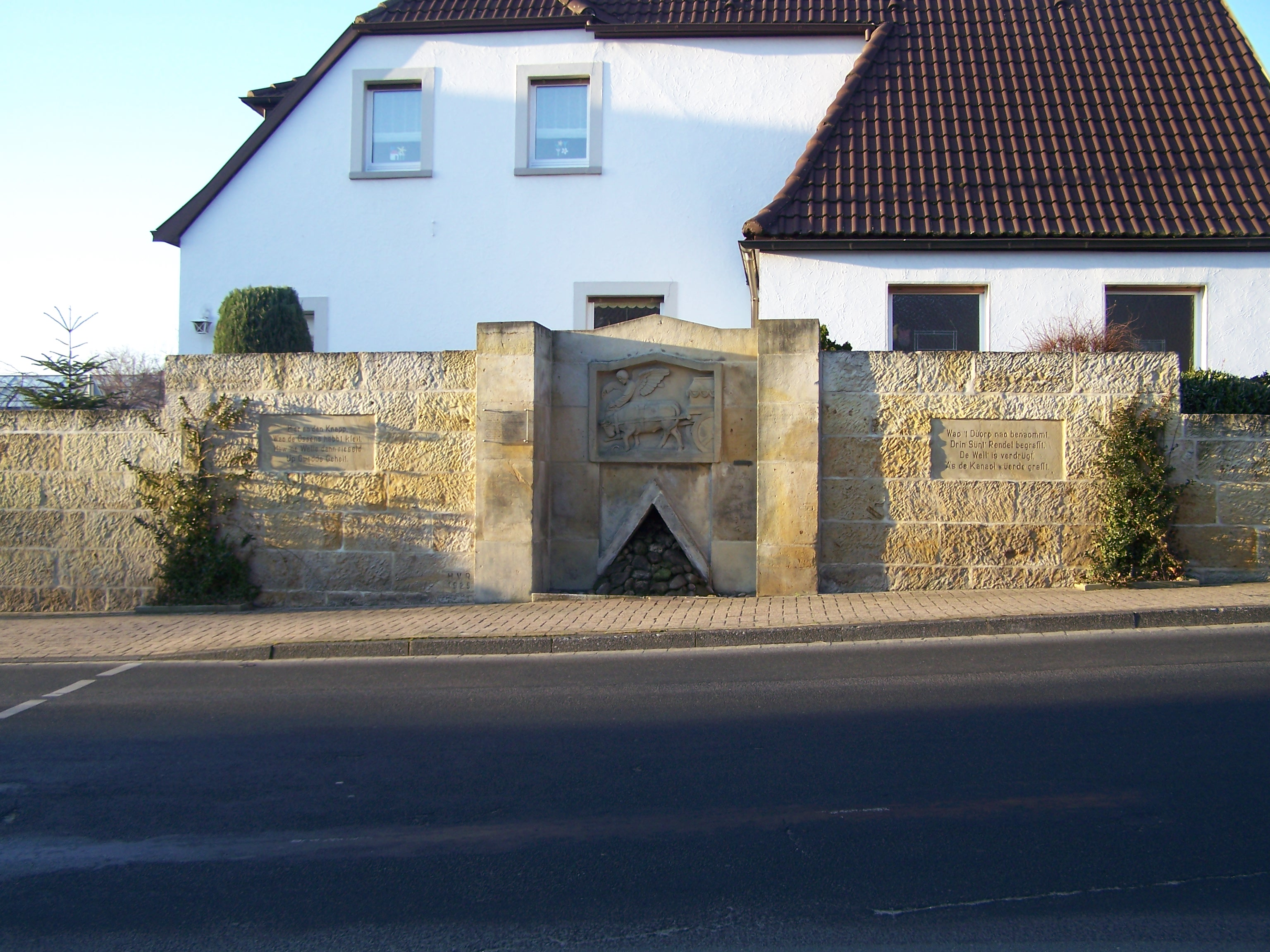
Ossenlock in Riesenbeck
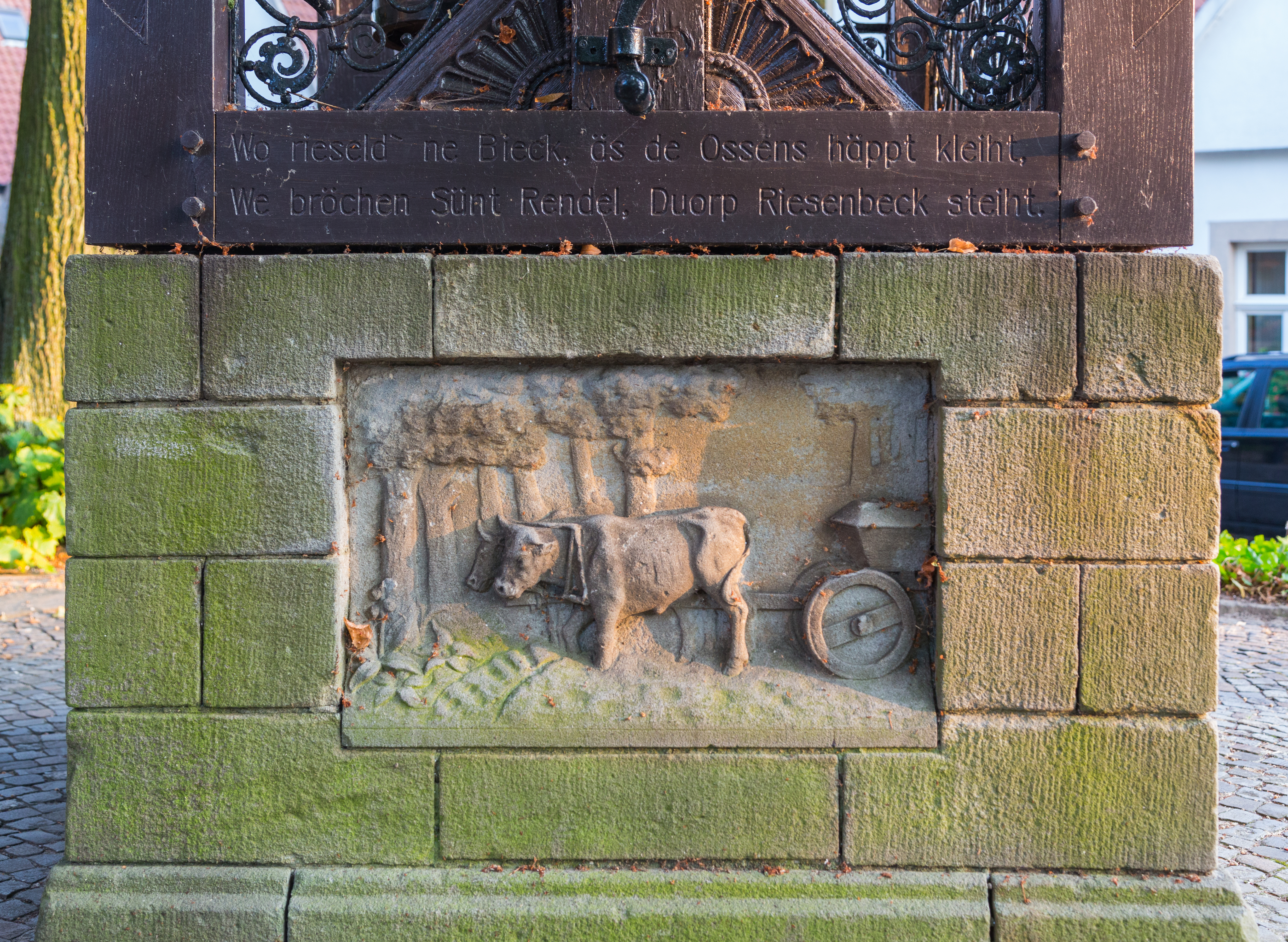
Fontein Reinhildis-Brunnen te Riesenbeck

Reinhild geldt als de stichtster van de Sint-Calixtuskerk in Riesenbeck.
Volgens de over haar handelende legende, die in 1629 is opgetekend door een zekere Sweder von Schele, zou zij door haar eigen vader en moeder zijn vermoord.
Reinhild of Reinhildis zou een boerendochter uit Westerkappeln zijn geweest. Zij zou als kind, in plaats van, zoals haar ouders haar hadden opgedragen, het vee te hoeden, de dieren in de steek gelaten hebben om naar de kerk te gaan en daar te bidden. Haar stiefvader zou haar moeder hebben gevraagd, zich van de ongehoorzame dochter te ontdoen. Op een dag reed stiefvader te paard naar Osnabrück. In de tussentijd sloeg moeder het meisje dood. Op de terugweg uit Osnabrück viel stiefvader dronken van zijn paard en brak zijn nek. Het lijk van Reinhild werd op een kar gelegd, waar de dieren, waar zij tijdens haar leven op had moeten passen, voor waren gespannen. Deze dieren brachten het lichaam naar Riesenbeck, waar men juist begonnen was, een nieuwe kerk te bouwen. Blijkbaar is Reinhildis in die nieuwe kerk begraven. Op haar graf werden al spoedig regelmatig offers gebracht; zij werd aangeroepen tegen in die tijd nog veel voorkomende veeziektes. Zelfs de graven van Tecklenburg zouden zulke offers hebben gebracht.
Deze sage is in enkele 19e-eeuwse sagen- en legendenverzamelingen opgetekend.
Aan het verhaal is nog toegevoegd dat zij in een boerderij met de naam  „Knüppenhaus“, in het gehucht Düte bij Westerkappeln was geboren. Voor haar moeder, die een "hart van steen" had, en haar stiefvader, moest Reinhild zwaar werk doen. Al zeer jong was het meisje zeer vroom, en iedere keer, als de kerkklok luidde, spoedde ze zich naar de mis. Het werk, dat bleef liggen, zou dan intussen zijn verricht door engelen. Zo zou het werkpaard harder geploegd hebben, dan een mens dat vermag te laten doen. De ouders bemerkten, dat God zich om hun dochter bekommerde. Hun nijd hierom groeide, en zij verboden Reinhild het kerkbezoek. Op een dag zou haar moeder haar in de put geduwd hebben, maar de volgende morgen zat Reinhild weer op de rand van de put. Uit woede wurgde moeder Reinhild, en begroef haar in de stal tussen de beesten. Tegelijkertijd viel stiefvader op de terugweg uit Osnabrück van zijn paard en brak zijn nek. Daarop zou de stal zijn omhuld door een hemels licht, en de buren kwamen zo achter de ware toedracht. Eerst werd Reinhild samen met haar vader in één graf gelegd. Maar iedere keer lag haar stoffelijk overschot de volgende morgen weer boven de grond. Toen legde men het lichaam op een ossenkar. De ossen liepen, niet door mensenhand geleid, eerst naar Ibbenbüren, waar terstond de kerkklok vanzelf begon te luiden. De ossen liepen naar Riesenbeck (zie boven). De ossen zouden te Riesenbeck ook met hun hoeven in de grond gegraven hebben, waarop daar een geneeskrachtige bron ontsprong. En toen Reinhildis uiteindelijk begraven werd, zou haar lichaam nog geen enkel spoor van ontbinding hebben vertoond. De eigenaren van de boerderij „Knüppenhaus“ zouden nog eeuwenlang verplicht zijn geweest, bij wijze van zoenoffer, het regelmatig plaatsen en aansteken van kaarsen op Reinhilds graf te bekostigen.
De boven haar graf gebouwde parochiekerk St. Calixtus te Riesenbeck, die in de vroege 19e eeuw door nieuwbouw werd vervangen, bezit een epitaaf in romaanse stijl met een afbeelding van Reinhild daarop, een kunsthistorische zeldzaamheid. Wellicht is dit monument aangebracht in opdracht van Gerhard van Oldenburg-Wildeshausen, die bisschop van Osnabrück was van 1261–1271. Haar lot is in een korte Latijnse spreuk daaromheen beschreven.
De vermeende geneeskrachtige bron, de  Reinhildisquelle in Riesenbeck, droogde bij de aanleg van het Dortmund-Eemskanaal rond 1900 op. Op de plaats ervan is in 1929 een monument met de naam „Ossenlock“ geplaatst. In 1912 is voor de Calixtuskerk de fontein Reinhildis-Brunnen aangelegd. In de plaats Hörstel is een rooms-katholieke parochie naar haar genoemd.
De afbeelding van St. Catharina van Alexandrië in het -in zijn huidige vorm in 1958 officieel geworden- gemeentewapen van Westerkappeln werd in de loop der eeuwen algemeen aan Reinhild van Riesenbeck toegeschreven.

## Historische beoordeling
Historici bestuderen deze sage al eeuwenlang. Ze is één der weinige in deze streek van Westfalen.
Reeds in 1858 merkte de historicus August Bahlmann op, dat er in de archieven van het bisdom niets over Reinhild, laat staan een heiligverklaring, is te vinden. Ook vond hij geen stoffelijke resten. Het epitaaf zou ook eerder, gezien de afgebeelde kleding, een Byzantijnse prinses dan een boerenmeisje voorstellen. Als het epitaaf echt van Reinhilds graf zou zijn, zou het bijbehorende graf eventueel dat van een dochter geweest kunnen zijn van Jutta van Ravensberg  en graaf Hendrik II van Tecklenburg (midden 13e eeuw). De achterliggende geschiedenis van Reinhild was dus dubieus.
Een recentere historicus, Siegfried Schoppe, stelt dat Reinhild identiek is met de in de 10e eeuw levende dochter van graaf Wichman IV van Hamaland en Liutgard van Vlaanderen, Liutgard van Elten. Volgens de door Schoppe bestudeerde versie van Liutgard van Eltens levensgeschiedenis, zou zij in 973 te Riesenbeck door haar jongere zuster Adela van Hamaland zijn vermoord, omdat Adela niet wilde, dat het vaderlijk erfdeel, zoals Liutgard had gewild, aan het Stift Elten ten goede zou komen.  Kort daarvoor zou Liutgard eerst het kasteel te Hoch-Elten van haar zuster Adela in brand hebben laten steken, en ook abdis van het stift Elten geworden zijn; daarbij zou zij de kloosternaam Reinheldis hebben aangenomen. Mede gezien de levenswandel van deze Liutgard of Reinheldis is nooit geprobeerd, haar heilig te doen verklaren.
Schoppe onderbouwt zijn theorie verder, door de tekst rondom het epitaaf te analyseren.
Deze luidt:
- Latijn: REINHELDIS OBI – FUNDANT QUIQ(UE) PRECES P(RO) VIRGINE Q(UAE) FUIT HERES PATRIS DEFUNCTI GENITRIX QUAM SPONTE SECUNDI CONIUGIS OCCIDIT MOX PERCIPIENDO SUBIVIT SIDEREAS SEDES CHRISTI PIA FACTA COHAERES – GERHARDUS
- Duitse vertaling, van de hand van Schoppe: Reinheldis` Tod. Die Gläubigen mögen ihre Fürbitten hören lassen bei der Jungfrau, die Alleinerbin ihres verstorbenen Vaters war; und die von ihrer Mutter auf Betreiben des zweiten Ehemannes getötet wurde; sofort stieg sie zum Himmel auf, ihr eigentliches Erbe antretend: als Christi Miterbin des Heils wegen ihrer guten Werke. Gerhard.
- Nederlandse vertaling: Reinheldis'dood. Mogen de gelovigen hun voorbeden laten horen bij de maagd, die enig erfgename van haar overleden vader was; en die door haar moeder, daartoe aangezet door haar tweede echtgenoot, werd gedood; terstond steeg zij op ten hemel, haar eigenlijke erfdeel in ontvangst nemend: als Christus'mede-erfgename wegens haar goede werken. Gerhard.

De manier van dichten, onder andere de toepassing van zogenaamde Leoninische hexameters, is typisch 10e-eeuws. En als dit een grafschrift voor de dochter van een gravin was, kan dit geen betrekking hebben op de graafschappen Ravensberg of Tecklenburg, daar deze in de 10e eeuw nog niet bestonden.
Volgens de onder historici in Nederland gangbare versie van het verhaal, werd Liutgard niet vermoord, maar werd voor langere tijd abdis te Elten en bleef dat tot aan haar dood in 995.